# Hòa Thuận Ông chúa
Hòa Thuận Ông chúa (tiếng Hàn: 화순옹주/ 和顺翁主, 1720 - 1758), biệt xưng Hòa Thuận Quý chúa (和顺贵主), tên thật là Lý Hương Di (tiếng Hàn: 이향이/ 李香怡), là Vương nữ nhà Triều Tiên, con gái trưởng của Triều Tiên Anh Tổ Lý Khâm.

## Cuộc đời
Hòa Thuận Ông chúa chào đời vào năm 1720 thời vua Triều Tiên Cảnh Tông, trong lúc phụ thân Lý Khâm còn là Vương tử với tước hiệu Diên Nhưng quân. Mẹ ruột của bà là Chiêu huấn họ Lý, cũng tức là Ôn Hy Tĩnh tần Lý thị, vợ lẽ của Diên Nhưng quân đồng thời cũng là người sinh ra con trai trưởng của Anh Tổ, tức Hiếu Chương Thế tử. Đáng lẽ bà là con gái thứ 2, nhưng do người chị là Hòa Ức Ông chúa đã chết khi chưa đầy 1 tuổi, nên bà là trưởng nữ trên thực tế của Lý Khâm.
Năm 1721, Diên Nhưng quân trở thành Trữ quân của Triều Tiên (Vương thế đệ), mẹ ruột của Hương Di tức Lý thị được phong làm Chiêu huấn, tuy nhiên tháng 11 năm đó thì Chiêu huấn qua đời đột ngột.
Năm 1724, khi Thế đệ lên nối ngôi vua. Đầu năm sau (1725), phong Vương nữ Hương Di làm Hòa Thuận ông chúa. Tước hiệu Ông chúa là quy định của nhà Triều Tiên dành cho Vương nữ thứ xuất để phân biệt với Công chúa là Vương nữ do Vương hậu sinh ra.
Ngày 29 tháng 11 ÂL năm 1732, Hương Di Ông chúa khi mới có 13 tuổi, được lệnh kết hôn với Kim Hán Tẫn (金漢藎), người sau này được phong là Nguyệt Thành úy (tước phong dành cho phò mã của Triều Tiên). Tuy nhiên bà vẫn ở trong cung trong 2 năm tiếp theo rồi mới về nhà chồng.
Sử sách ghi nhận Ông chúa Thậm đắc phụ đạo, trinh nhu kiêm bị, nhã thượng kiệm ước. Bà và phò mã có quan hệ tốt đẹp, người đời xưng tụng là Hiền Đô úy, Thục Ông chúa. Tuy nhiên hai người không có một người con chung nào.
Năm 1758, Kim Hán Tẫn qua đời, không có con nối dõi. Vì thế triều đình chọn một người cháu trong họ Kim là Kim Di Trụ làm con thờ tự cho Ông chúa. Sau đám tang của chồng, Ông chúa Hòa Thuận quyết định bỏ ăn uống. Khi vua Anh Tổ được tin đã thân hành tới chỗ của bà và buộc bà phải uống nước. Bà giả vờ tuân lệnh, uống một ngụm nước và phun ra ngay sau đó, khiến nhà vua trở về trong nỗi thất vọng. Bà qua đời 14 ngày sau cái chết của chồng, và được an táng tại quận Yesan (Lễ Sơn), tỉnh Chungcheong Nam (đạo Trung Thanh Nam):90.
Tuy vua Anh Tổ có lời khen ngợi về sự trinh liệt của Ông chúa, ông vẫn hậm hực vì Ông chúa đã cãi lời của mình, vì thế ông tuyên bố Ông chúa hành xử bất hiếu, và không cấp cho kim bài trinh liệt theo đề nghị của quần thần. Mãi đến năm 1783 thời Triều Tiên Chính Tổ mới cho cấp bằng trinh liệt và lập nhà thờ cho bà, nơi này vẫn còn tồn tại đến ngày nay và trở thành một di sản văn hóa của Chungcheong Nam.

## Gia đình
- Cha: Triều Tiên Anh Tổ Lý Khâm (1694 - 1776).
- Mẹ
  - Trinh Thánh Vương hậu họ Từ (1692 - 1757), đích mẫu
  - Ôn Hy Tĩnh tần họ Lý (1694 - 1722), mẹ ruột
- Chồng: Nguyệt Thành úy Kim Hán Tẫn, tự Ấu Phụ, xuất thân từ gia tộc Khánh Châu Kim thị, con trai thứ 4 của Lãnh nghị chánh Kim Hưng Khánh.
- Con nuôi: Kim Di Trụ (1730 - 1798), tự Hi Hiền, là con thứ 4 của Kim Hán Trinh (anh cả Kim Hán Tẫn), có 4 con trai, 2 con gái.